# Марко Менгони
Марко Менгони (Ронкиљоне, Витербо, 25. децембар 1988) је италијански поп певач и текстописац који је стекао славу 2009. године, након победе у трећој сезони италијанског талент шоуа X Factor. Од тада је продао преко 2.8 милион плоча у Италији, седам пута узастопно на врху италијанске листе албума и петнаест пута улазећи у топ 10 италијанских синглова. Победио је на музичком фестивалу у Санрему 2013. и поново 2023. године.
Његовом дебитантском продуженом издању из 2009. године, Dove si vola, претходио је сингл са истим насловом, који је доспео на прво место италијанске топ листе за дигитално преузимање и такође је послужио као његова крунишна песма. У фебруару 2010. Менгони се такмичио на 60. музичком фестивалу у Санрему са песмом Credimi ancora, пласиравши се на треће место у пољу од петнаест. Песма је укључена у његову другу проширену представу Re matto, која је дебитовала на првом месту у Италији. ЕП је промовисан кроз италијанску турнеју, која је донела ливе албум Re matto live . Менгонијев први студијски албум у пуној дужини, Solo 2.0, објављен је у септембру 2010. и добио је златни сертификат од стране Федерације италијанске музичке индустрије .
Менгони је 2013. победио на 63. музичком фестивалу у Санрему са песмом L’essenziale. Током такмичења, интерно је изабран од стране RAI-а да представља Италију на Песми Евровизије 2013. у Малмеу, где је извео L’essenziale. Песма је такође постала главни сингл албума #prontoacorrere, који је постао његов четврти број један на италијанској листи албума. Менгони је 2015. објавио албуме Parole in circolo и Le cose che non ho, који су били део истог уметничког пројекта, укључујући и ливе плочу Marco Mengoni Live, а сви су достигли прво место на листи италијанских албума. Након сарадње Come neve са италијанском певачицом Ђорђом 2017, објавио је свој седми узастопни албум број један Atlantico 2018. године. Године 2023, десет година након свог првог тријумфа, победио је на 73. музичком фестивалу у Санрему са Due vite, чиме је добио право да поново представља Италију на Песми Евровизије овог пута у Ливерпулу.
Током своје каријере, Менгони је добио неколико награда, укључујући две TRL награде, девет Wind Music Awards, девет МТВ италијанских музичких награда и Nickelodeon Kids' Choice Awards. Године 2010. и 2015. освојио је МТВ европску музичку награду за најбољег европског извођача, поставши први италијански уметник који је освојио ту награду. Године 2013. освојио је и МТВ европску музичку награду за најбољег извођача у јужној Европи.

## Младост
Марко Менгони је рођен 25. децембра 1988. у Ронциглионеу, општини у провинцији Витербо у централној Италији, где је провео и младост. Он је једино дете Надие Ферари и Мауриција Менгонија. Са 14 година, док је студирао индустријски дизајн у средњој школи, почео је да иде на часове певања. Менгони је касније почео да наступа као члан петочлане вокалне групе. Након што је завршио школу, преселио се у Рим, где је уписао школу језика. Током студија повремено је радио као бармен и наступао је у клавирским баровима и на свадбама. Током истих година, стекао је своје прво искуство у снимању музике, радећи као миксер звука и као музички програмер.

## Музичка каријера

### 2009:Икс фактори
Менгони је био на аудицији за трећу серију италијанског шоу талената Икс Фактор 2009. године, изводећи обраду песме Едуарда Де Крешенца Uomini semplici. У категорији у којој је био, „16–24 година“, ментор му је био Морган, који је изабрао Менгонија као једног од своја четири најбоља такмичара који су напредовали до емисија уживо. Током емисија уживо изводио је песме из широког спектра жанрова, примајући честитке и дивљење популарних италијанских певача као што су Мина, Гиоргиа, Елиса и Адриано Челентано. Дана 2. децембра 2009. године, Менгони је проглашен победником такмичења, добијајући уговор о снимању са наведеном вредношћу од 300.000 евра и аутоматски изабран за једног од учесника музичког фестивала у Санрему 2010. године.
Менгонијев победнички сингл, Dove si vola, дебитовао је на првом месту италијанске топ листе дигиталних преузимања, и био је укључен у проширену песму са истим насловом, објављену 4. децембра 2009. ЕП, који такође укључује оригиналну песму Lontanissimo da te и пет студијских снимака обрада које је претходно извео током ТВ емисије, је достигао девето место на листи италијанских албума и добио је платинасти сертификат од стране Федерације италијанске музичке индустрије.

### 2010: Фестивал у Санрему и
У фебруару 2010, Менгони се такмичио у секцији великих уметника 60. музичког фестивала у Санрему, пласиравши се на треће место са песмом . Након што је објављен као сингл, Credimi ancora је достигао врхунац на трећем месту у Италији и добио је платинасти сертификат од стране Федерације италијанске музичке индустрије. Песма је такође укључена у Менгонијев други ЕП, Re matto, објављен 17. фебруара 2010. ЕП је држао прво место на италијанској листи албума четири узастопне недеље, а такође је изнедрио синглове Stanco (Deeper Inside) и In un giorno qualunque.
ЕП је такође промовисан кроз Менгонијеву прву концертну турнеју, Re matto live, која је дебитовала у Милану 3. маја 2010. и састојала се од 56 двочасовних емисија, укључујући кореографије Луке Томасинија и песме из његовог претходног студија плоче, као и обраде као што су Live and Let Die, (I Can't Get No) Satisfaction, Mad World, Proud Mary and Tears in Heaven. Током турнеје снимљен је албум и видео албум турнеје. Објављен је 19. октобра 2010. под називом Re matto live и дебитовао је и достигао врхунац на италијанској листи албума, а касније је добио платинасти сертификат од стране Федерације италијанске музичке индустрије.
Током исте године, Менгони је добио награду TRL за човека године. Након што је изгласан за најбољег италијанског извођача на МТВ ЕМА 2010, такође је освојио награду за најбољег европског извођача, поставши први италијански уметник који је добио ту награду.

### 2011–2012:
Менгони је 2. септембра 2011. објавио сингл Solo (Vuelta al ruedo), који је претходио његовом првом студијском албуму у пуној дужини, Solo 2.0 . Менгони је коаутор већине песама на албуму, радећи са композиторима укључујући италијанске кантауторе Нефа и Денте. Под утицајем електронске и рок музике, албум такође укључује песме са италијанском акапела групом Cluster и оркестром који је режирао Фабио Гуријан. Издат 27. септембра 2011, Solo 2.0 је дебитовао на првом месту на италијанској листи албума и био је сертификован златним за домаћу продају већу од 30.000 јединица.  21. октобра 2011, Tanto il resto cambia је објављен као други сингл албума, док је трећи сингл, Dall'inferno, објављен на италијанским радио станицама 27. јануара 2013.
Године 2011. Менгони се такође појавио на компилационом албуму Лучија Дале Questo amore, правећи дует са њим на новој верзији хита Meri Luis, и на видео албуму Рената Зероа Sei Zero, изводећи Per non essere così. Да би промовисао свој први албум пуне дужине, Менгони је кренуо на италијанску турнеју, Solo tour 2.0, која је дебитовала 26. новембра 2011. у Милану. У априлу 2012. почела је друга етапа турнеје. Одржавајући се у италијанским позориштима, креирао га је Менгони са Андреом Ригонатом и италијанском певачицом Елисом.

### 2013–2014: Фестивал у Санрему,и Песма Евровизије
У фебруару 2013, Менгони се такмичио на 63. музичком фестивалу у Санрему са песмама L'essenziale и Bellissimo, потоњу коју је написала Ђана Нанини. Дана 12. фебруара 2013. L'essenziale односи победу на песмом Bellissimo за одлуку песме коју ће Менгони изводити током наредних фаза такмичења. Током четврте вечери извео је и обраду песме Луиђија Тенка Ciao amore ciao. Менгони је 16. фебруара 2013. проглашен за победника такмичења. Исте ноћи интерни жири је одабрао и Менгонија међу осталим учесницима такмичења као италијанског кандидата за Песму Евровизије 2013.
Скраћена верзија L'essenziale је касније изабрана за песму која ће се изводити током Песме Евровизије. Као део „велике петорке“, Менгони се аутоматски квалификовао у финале такмичења које је одржано у Малмеу, у Шведској, 18. маја 2013. године. Менгони је завршио седми у пољу од 26, са 126 поена.
Након што је објављен као сингл, L'essenziale је дебитовао на првом месту италијанске листе дигиталних преузимања, држећи прво место укупно осам узастопних недеља и добијајући мултиплатинасти сертификат. И L'essenziale и Bellissimo су биле део Менгонијевог другог студијског албума, #prontoacorrere, који је продуцирао Мишел Канова и који је објављен у Италији 19. марта 2013. Албум, који садржи песме које су написали уметници као што су Марк Овен, Ђана Нанини, Ивано Фосати и Чезаре Кремонини, је дебитовао на првом месту у Италији и добио је платинасти сертификат од стране Федерације италијанске музичке индустрије. Следећи синглови са албума, Pronto a correre и Non passerai, објављени су у Италији 19. априла и 23. августа 2013. године, и оба су ушла међу десет најбољих у Менгонијевој домовини.
У јулу 2014. Менгони је рекао да га је искуство са Евровизије оставило „мало запањеним” и да би се поново такмичио „без размишљања”.

### 2015–2016:и
У јануару 2015. Менгони је објавио свој трећи студијски албум, Parole in circolo, први део пројекта „два поглавља“. Албуму је претходио сингл Guerriero, објављен у новембру 2014. Други део овог пројекта, који се састојао од албума Le cose che non ho, објављен је у децембру 2015.
Након што је изабран за најбољег италијанског извођача на МТВ ЕМА 2015, по други пут је освојио награду за најбољег европског извођача. Завршни део овог уметничког пројекта био је албум уживо Marco Mengoni Live, објављен у октобру 2016. На албуму је било и шест студијских песама, укључујући сингл Sai che и дует са енглеском певачицом Паломом Фејт, која је снимила нумеру Ad occhi chiusi (Light in You).

### 2018 – данас:, трилогија, повратак на Санремо и Евровизију
Менгони је 19. октобра 2018. истовремено објавио синглове Voglio и Buona Vita, што је очекивало пети студијски албум Atlantico, објављен 30. новембра. 30. новембра објавио је трећи сингл Hola (I Say), у сарадњи са Томом Вокером . 5. априла 2019. објавио је четврти сингл Muhammad Ali. Албум је доступан на италијанском и шпанском језику.
Почетком 2021. Менгони се вратио са Venere e Marte, песмом у којој учествују Такаги, Кетра и Фрах Куинтале. На лето те године представио је нови сингл Ma stasera у продукцији Purple Disco Machine. Сингл је претходио шестом студијском албуму Materia (Terra), који је објављен у децембру 2021. Албум је осмишљен као трилогија, а други део Materia (Pelle) објављен је у октобру 2022. Учествовао је и победио на музичком фестивалу у Санрему 2023. са песмом , чиме је добио право да поново представља Италију на такмичењу за песму Евровизије 2023. у Ливерпулу . У интервјуу на ТГ1 након његове победе, Менгони је изјавио да може изабрати другу песму осим " Due vite „ да се такмичи на Евровизији.

## Музички стил и утицаји
Пре свега поп певач,  према Луки Бенедетију из Corriere della Sera, Менгони има типичан соул глас, са поп рок тоновима. Његов тон је такође описао Маурицио Поро као „неку врсту заносног мјаука“.
У октобру 2009. дефинисао је свој музички стил као "британски/црни". У неколико интервјуа, Менгони је тврдио да је један од његових најрелевантнијих утицаја The Beatles. Менгони је такође навео Дејвида Боувија, Мајкла Џексона и Рената Зероа међу својим најрелевантнијим утицајима.